# Spetsfåfoting
Spetsfåfoting (Pauropus huxleyi) är en mångfotingart som beskrevs av Lubbock 1867. Spetsfåfoting ingår i släktet grovfåfotingar, och familjen fåfotingar. Det är osäkert om arten förekommer i Sverige. Utöver nominatformen finns också underarten P. h. filiformis.

## Bildgalleri

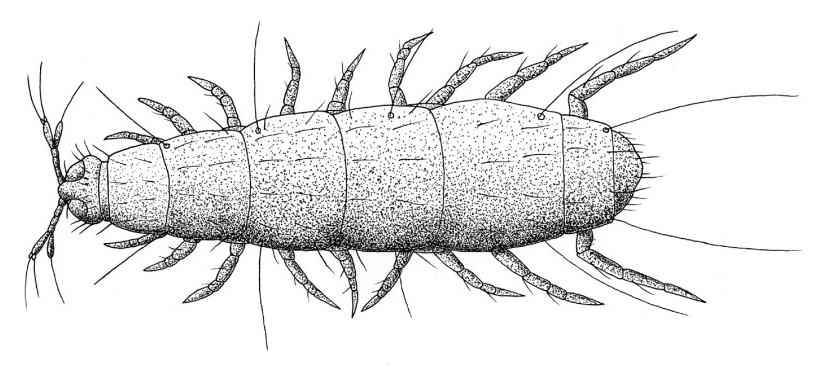